# Милош Земан
Милош Земан (на чешки: Miloš Zeman) е чешки политик от Партията на гражданските права (преди това от Чешката социалдемократическа партия до 2009 г.), министър-председател на Чехия през 1998 – 2002 година и президент от 2013 до 2023 година. През 1993 – 2001 година оглавява Чешката социалдемократическа партия, превръщайки я във водещата лява партия в страната. През 1996 – 1998 година е председател на долната камара на парламента, а през 1998 – 2002 година оглавява правителството.
През 2003 година Земан се кандидатира за президент, но губи изборите от Вацлав Клаус. След конфликт с ръководството на Чешката социалдемократическа партия, през 2009 година основава Партията на гражданските права – Земановци, която не успява да влезе в парламента през следващата година.
През януари 2013 година Земан отново е кандидат за президент и печели на втори тур с 54,8% от гласовете срещу Карел Шварценберг. Милош Земан е третият поред президент на Чешката република и първият, избран на преки всеобщи избори с избирателна активност 59,11%.

## Биография
Земан е роден на 28 септември 1944 година в град Колин в семейството на пощенски чиновник и учителка. Родителите му се развеждат скоро след раждането на сина им. Милош израства с майка си.
Учи в Колин: първите 9 години – в начално, а от 1959 до 1963 г. – в средно икономическо училище. Поради референции към Томаш Масарик, на Земан е забранено да продължи образованието си във ВУЗ. От 1963 до 1967 г. работи в строителството. През 1965 г. получава разрешение да учи във ВУЗ, и започва задочно обучение в пражкия Икономически университет. През 1967 г. преминава към редовна форма на обучение. През 1969 г. защитава дипломата си с отличие под името „Футурология и бъдеще“. В периода 1969 – 1970 г. е преподавател в същото висше училище.
През 1968 г. влиза в Комунистическата партия на Чехословакия, а две години по-късно е изключен от нея поради несъгласие с влизането на войски на Варшавския договор в страната и началото на т.нар. „нормализация“.
В периода 1971 – 1984 г.работи в компаниите „Noctua“, „Technosport“ и „Sportpropag“. От 1985 до 1989 г. се занимава с изследователска работа. От 1990 до 1992 г. е сътрудник на Института за прогнозиране към Академията на науките на Чехословакия. През 1990 – 1992 г. е и депутат в парламента.
От февруари 1993 г. до 7 април 2001 г. е председател на ЧСДП. В периода 1996 – 1998 г. е председател на Палатата на депутатите на Парламента на Чешката република. От 17 юли 1998 г. до 15 юли 2002 г. е председател на правителството на Чехия.
След неуспешно проведените избори за Сенат и регионални избори доброволно напусна всички ръководни длъжности. През 2003 г. излиза на балотаж за поста президент на Чехия, но поради разногласия в собствената си партия губи от Вацлав Клаус. По-късно, през 2007 г., напуска социалдемократическата партия заради конфликт с новото ръководство на партията.
На президентските избори през януари 2013 г., първите преки президентски избори в историята на Чехия, в първия тур заема първото место, получавайки 24,21 % от гласовете. Преминава във втория тур заедно с Карел Шварценберг и го побеждава с 54,8 % от гласовете. На 18 март 2013 г. Земан встъпва в длъжността президент на Чехия в Прага.

## Семейство
Женен, с втори брак. От втората си жена има дъщеря Катержина, а от първата – син Давид. Земан е атеист.

## Известност
Известен е със своите недипломатични коментари по адрес на редица съвременни политически дейци както чешки, така и световни, като Йорг Хайдер и Ясер Арафат, както и с отношението си към народи и етноси.
Така например през пролетта на 1999 г., по време на преговори с германския канцлер Герхард Шрьодер, нарича декретите на Бенеш „затихнали“. През февруари 2002 г. австрийският канцлер Волфганг Шусел казва, че декретите на Бенеш са „мъртви“ и призовава двете страни да приемат нова съвместна декларация, но председателят на Камарата на депутатите (бъдещия президент на Чешката република) Вацлав Клаус нарича искането нереалистично, позовавайки се на по-рано подписана декларация, осъждаща жестокостите при депортирането, като на окончателна. След това по същия начин Земан описва судетските немци като „предатели на родината“ и „хитлерови легионери“, което е осъдено от министъра на външните работи на Германия Йошка Фишер и министър-председателя на Бавария Едмунд Щойбер.
Земан призовава за премахването на визите за граждани на Русия, както и е против влизането на Украйна в НАТО.
Той също е и един от малкото европейски лидери, приели поканата за участие на парада на победата в Москва през 2015 г. Както уточнява Земан, целта на посещението му не е самото присъствие на парада, е да почете паметта на милионите съветски жертви.